# Avenida José Pedro Alessandri
La avenida José Pedro Alessandri es una arteria vial ubicada en la comuna de Ñuñoa, en Santiago de Chile. La cual la divide en sentido Norte a Sur. 
Comienza en la intersección con Avenida Irarrázaval (como continuación de la Avenida Chile España) y termina en el cruce con Avenida Rodrigo de Araya, en el límite con Macul. Después de este punto, la avenida pasa a llamarse Avenida Macul.

## Toponimia
Debe su nombre al ingeniero, empresario y político chileno José Pedro Alessandri Palma, El cual poseía una extensa cantidad de terrenos en la comuna de Ñuñoa, y este a su vez, fue el fundador de la Avenida Macul.

## Descripción
La Avenida José Pedro Alessandri forma parte de una gran cadena de avenidas y calles que van desde la comuna de Providencia hasta la comuna de San José de Maipo. El eje vial empieza desde la Avenida Nueva Los Leones, hasta la calle Camino Al Volcán.
José Pedro Alessandri empieza en la intersección con Avenida Irarrázaval, Siendo esta la continuación de la Avenida Chile España. Para posteriormente terminar en el cruce con Avenida Rodrigo de Araya, en el límite con Macul.
En la Avenida José Pedro Alessandri, se encuentran mayormente Casas, Edificios residenciales, Condominios y Tiendas de comercio minorista. Sin embargo, se pueden encontrar clínicas, escuelas, supermercados, entre otros.
Cabe destacar que en esta avenida se encuentran los campus Macul y Juan Gómez Millas, a su vez como el Mall Portal Ñuñoa.

### Extremos
En su extremo norte, Después de atravesar la Avenida Irarrázaval, su nombre cambia a Avenida Chile España, aún en la comuna de Ñuñoa. Después de esta le siguen dos tramos: El primero, aún llamándose Chile España sigue hasta la comuna Providencia. luego, después de la intersección con Avenida Echeñique, le sigue la calle Renato Zanelli. Finalmente, después del cruce con Calle El Aguilucho su nombre se convierte en la Avenida Luis Thayer Ojeda, que sigue por la misma comuna para terminar su recorrido en Avenida Nueva Providencia.
En el segundo tramo, una parte de la Avenida Chile España pasa a llamarse General José Artigas. En el límite con Providencia, entre las calles Dr. Pedro Lautaro Ferrer y Diagonal Oriente, le sigue la Avenida Los Leones, que continúa su trayecto hasta la intersección con las Avenidas Nueva Providencia y Providencia, cuando finalmente, cambia su nombre a Nueva Los Leones para terminar su recorrido en la Avenida Santa María en Providencia.
Su extremo Sur es el más largo, después de la Avenida Rodrigo de Araya le sigue la Avenida Macul, en la comuna homónima. Luego le siguen las Avenidas La Florida (Misma comuna), Camilo Henríquez (La Florida y Puente Alto), Camino a San José de Maipo (Puente Alto) y finalmente Camino Al Volcán (En San José de Maipo)

## Historia
José Pedro Alessandri, hermano de Arturo Alessandri Palma, ex Presidente de la República, hijo de don Pedro Alessandri y de doña Susana Palma, adquiere en el año 1910 a Luis Gregorio Ossa la antigua Chacra San Gregorio, en la comuna de Ñuñoa, a la que pasó a llamar Chacra Santa Julia en homenaje a su esposa Julia Altamirano. Al poco tiempo realiza una obra de urbanización trazando en su propiedad una gran avenida de norte a sur, vendiendo lotes de terreno en uno y otro lado del mismo. Fue conocida en un comienzo como "Gran Avenida" y luego como avenida Macul, pues esta vía que se iniciaba en la actual avenida Irarrázaval, llegaba al entonces pueblo rural de Macul.
A comienzos del siglo XX, Ñuñoa experimenta un enorme crecimiento demográfico, producto de sus excelentes comunicaciones con el centro de Santiago, pasando a albergar a las clases altas y medias altas de la capital. Se subdividen las chacras, se inician labores de alcantarillado y se construyen numerosas casonas, muchas de las cuales se mantienen aún en pie.
Hacia la década de 1930 los tranvías llegaban hasta el Barrio Punta de Rieles, en Avenida Macul con Avenida Quilín.
Ya en la década de los 50, se construye la Villa Macul, al sur de Punta de Rieles. El antiguo camino de Macul que llegaba hasta el sector de Las Vizcachas, en Puente Alto pasa a ser escenario de nuevos medios de transporte, como las góndolas y las liebres (pequeños microbuses) y los autos. En la década de los 70, Macul deja de ser zona de expansión de la ciudad de Santiago.
En 1981 es subdividida la comuna de Ñuñoa, naciendo las comunas de Macul y Peñalolén. Se decide renombrar a la avenida: José Pedro Alessandri en Ñuñoa, Macul en la comuna homónima y La Florida en dicha comuna.

## Infraestructura

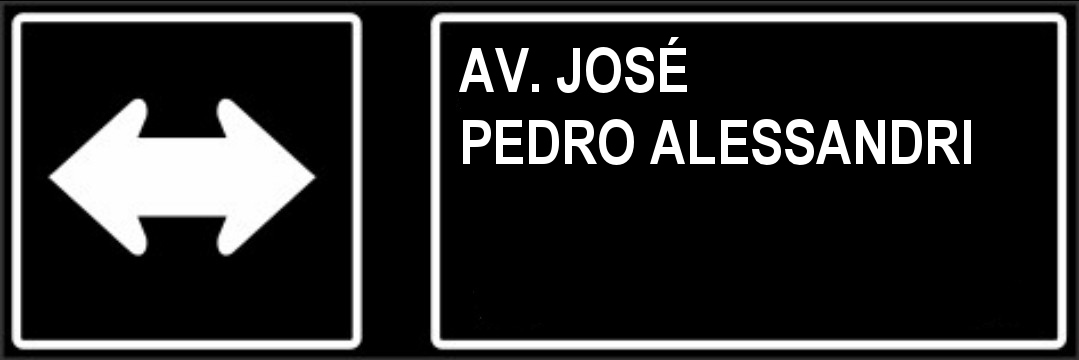
Señalética vial de José Pedro Alessandri

Esta pavimentada y cuenta con un único tramo, el cual consiste en Dos carriles con tres pistas en cada uno, cada lado va en sentido opuesto (Norte y sur, respectivamente) y sigue así por todo el trayecto. Aunque hay un pequeño tramo por debajo de Avenida Grecia que contiene 4 pistas en el carril Derecho.
Contiene unas franjas de tierra rodeadas por aceras en el centro de la avenida, así como una pequeña plaza (Llamada plaza de los bomberos) En el cruce con Av. Irarrázaval. Varias de estas aceras tienen semáforos y señales, y hay algunas que tienen arbustos, plantas y árboles.

## Transporte

### Metro
Actualmente, la Avenida José Pedro Alessandri cuenta con una única estación de Metro, Chile España de Línea 3, ubicada en el cruce con Av. Irarrázaval.
Sin embargo en 2032 contarán con 3 nuevas estaciones de la futura Línea 8.

### Paraderos de autobús
| Número | Intersecciones                   |
| ------ | -------------------------------- |
| 1      | Rodrigo de Araya/Macul           |
| 2      | Rodrigo de Araya/Macul           |
| 3      | Rodrigo de Araya                 |
| 4      | Rodrigo de Araya                 |
| 5      | Los Alerces                      |
| 6      | Los Alerces                      |
| 7      | Las Encinas                      |
| 8      | Las Encinas                      |
| 9      | Las Palmeras                     |
| 10     | Las Palmeras                     |
| 11     | Grecia                           |
| 12     | Grecia                           |
| 13     | Grecia                           |
| 14     | Prof. Juan Gómez Millas          |
| 15     | Prof. Juan Gómez Millas          |
| 16     | Alcalde Eduardo Castillo Velasco |
| 17     | Alcalde Eduardo Castillo Velasco |
| 18     | Alcalde Eduardo Castillo Velasco |
| 19     | Metro Chile España               |
| 20     | Metro Chile España               |